# Мита Миљковић
Милутин Мита Миљковић (Беране, 22. новембар 1919 — 16. децембар 2004) био је учесник Народноослободилачке борбе и друштвено-политички радник СР Србије и СФР Југославије и дипломата.

## Биографија
Рођен је 22. новембра 1919. у Беранама, а након Првог светског рата његова породица је колонизована у Метохију. Школовао се у Пећи, где је дошао у додир са омладинским револуционарним покретом, због чега је био искључен из гимназије.
Потом је студирао на Правном факултету у Београду, где је активно учествовао у револуционарном студентском покрету и 1938. постао је члан Комунистичке партије Југославије (КПЈ). Због револуционарног рада више пута је био хапшен.
Учесник је Народноослободилачког рата од 1941. године. Био је секретар Обласног комитета СКОЈ-а за Косово и Метохију и члан Бироа Обласног комитета КПЈ за Косово и Метохију. Ухапшен је 1942. након чега је послат у интернацију у Италију. После капитулације Италије, био је политички комесар Косовско-метохијског одреда и од новембра 1943. политички комесар Прве македонско-косовске ударне бригаде. Потом је поново био на дужности секретара Обласног комитета СКОЈ-а за Косово и Метохију.
Након ослобођења Југославије, био је повереник за просвету Аутономне Косовско-метохијске области, министар просвете и културе у Влади НР Србије 1949—1950. године. Као руководилац Агитпропа за Косово и Метохију оснивач је и први директор и главни и одговорни уредник листа Јединство у Приштини (1944-1946), а од 1946. је у Обласном комитету КПС за Космет. Априла 1952. постао је заменик главног уредника и уредник спољнополитичке рубрике, а потом и главни уредник листа Политика, до 1953. године. Од 1953. до 1957. био је амбасадор ФНРЈ у НР Бугарској, а потом директор листа Политика. Од 1958. до 1961. био је амбасадор ФНРЈ у Краљевини Грчкој. Од 1962. до 1967. био је амбасадор СФРЈ у Француској.
Био је члан Обласног комитета КПС за Косово и Метохију и члан Централног комитета Савеза комуниста Србије.
Биран је за народног посланика Народне скупштине ФНРЈ првог и другог сазива.
Од фебруара 1948. до јуна 1951. био је први председник Скупштине Фудбалског клуба „Црвена звезда”.
Бавио се публицистичким радом. Године 1960. објавио је књигу Знани и незнани, а 1995. књигу Бурне дипломатске године — из софијског дневника 1953-1956. Заједно са Павлом Јовићевићем 1981. објавио је књигу Борба пећких комуниста између два рата 1918—1941.
Носилац је Партизанске споменице 1941. и других југословенских одликовања, међу којима је Орден народног ослобођења.